# Дьезан
Дьезан (фр. Diesen) — коммуна во французском департаменте Мозель региона Лотарингия. Относится к кантону Сент-Авольд-1.

## Географическое положение
Дьезан расположен в 320 км к востоку от Парижа и в 37 км к востоку от Меца.

## История
- Впервые упоминается в 1422 году.
- Верхний Дьезан и Нижний Дьезан были частью бароната Иберхерн.
- Принадлежал графству Сарбрюк в 1713 году, отошёл к Франции в 1767 году.
- Был объёдинён с Порселетом с 1811 по 1953 годы.

## Демография
По переписи 2011 года в коммуне проживало 1 088 человек.

## Достопримечательности

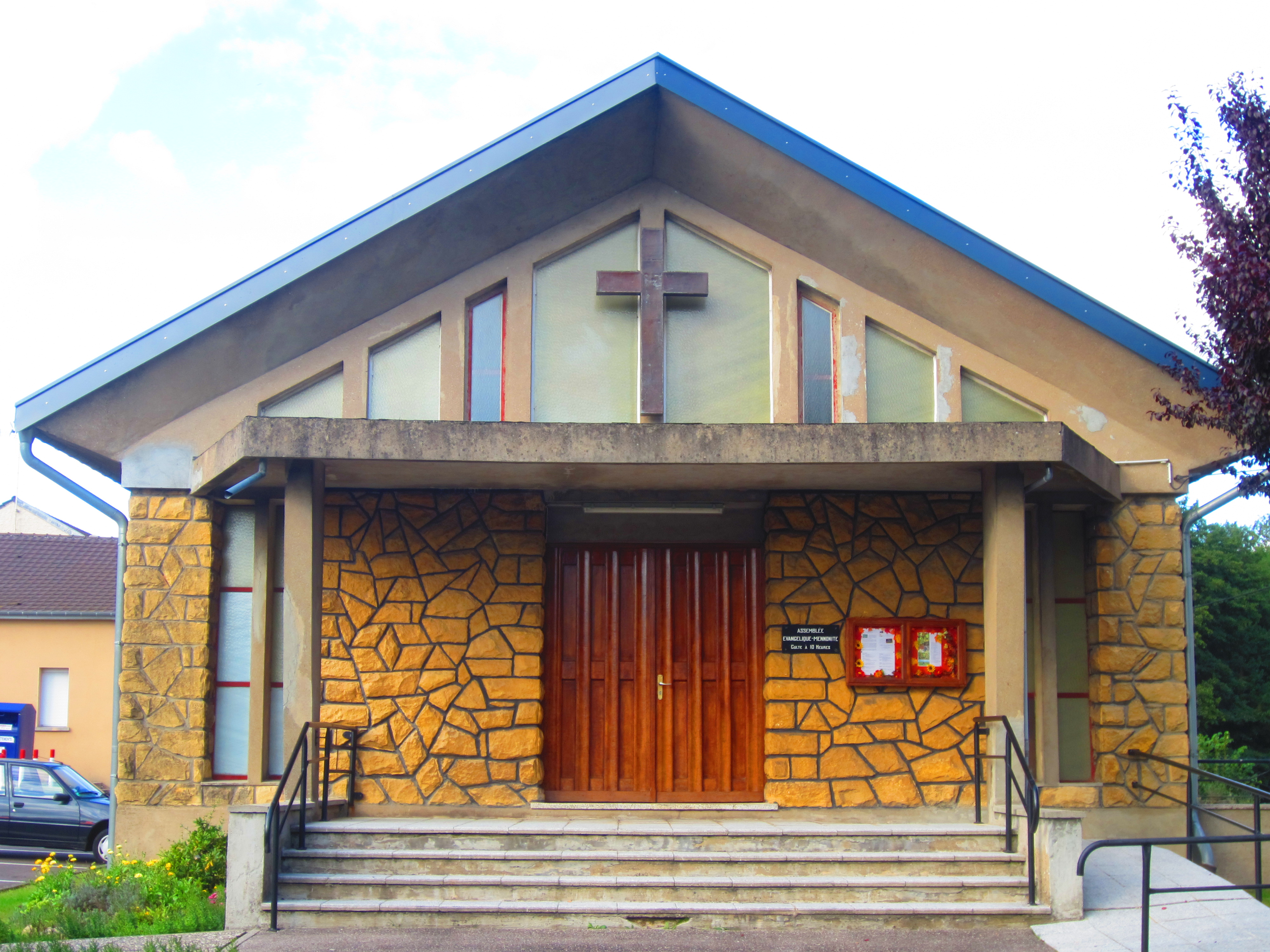
Меннонитская евангелическая церковь в Дьезане.

- Церковь Нотр-Дам-де-ла-Пэ (1958—1959) на месте разрушенной в ходе Второй мировой войны часовни 1900 года.
- Меннонитская евангельская церковь.